# Sædinge Kirke
Sædinge Kirke er en kirke i landsbyen Sædinge nær Sydmotorvejen nordøst for Rødby på Lolland.